# 宁夏沿黄经济区
宁夏沿黄经济区是中华人民共和国的一个经济区，属于18个国家重点开发区域之一。位于该经济区的宁夏沿黄城市群是“十三五”规划明确提出加快建设发展19个城市群之一。
位于宁夏北部的宁夏平原，以银川为中心的黄河沿岸部分地区。该经济区所在的宁夏平原是黄河上游的第一大平原，属于河套平原的一部分，开发于秦朝，以43%的面积集中了宁夏60％的人口、80％的城镇和82％的城镇人口，创造了宁夏82.4％的GDP和94%财政收入。2019年，宁夏沿黄经济区城镇化率约63.06%。

## 发展规划
1990年8月，宁夏自治区党委调研组对宁夏的黄河资源进行了调研和论证，提出了“黄河经济”发展战略。即“所谓黄河经济，就是依托黄河优势，开发、利用黄河资源，直接地或间接地建立和发展起来的多层次、全方位、开放性、综合性的经济”。1997年12月，宁夏自治区提出了“经济核心区”建设，旨在借鉴以长江三角洲为中心的华东经济圈和以珠江三角洲为中心的华南经济圈的经验，将黄河沿岸银川市、灵武市、吴忠市、青铜峡市等引黄灌区设立为“经济核心区”，调整优化全区生产力布局。
2005年，宁夏回族自治区正式提出建设沿黄经济区的概念。
2010年6月，西部大开发战略提出10周年之际，国务院公布的《关于深入实施西部大开发战略的若干意见》、《国家主体功能区规划》、《国家“十二五”规划纲要》以及当年西部大开发工作会议中均提出建设宁夏沿黄经济区。
2011年国务院《全国主体功能区规划》中，宁夏沿黄经济区成为了国家重点开发建设的18个国家重点开发区域之一，进入“十二五”规划，上升为国家战略。
2016年的十三五规划中，宁夏沿黄城市群是该规划中提出加快建设发展19个城市群之一。

## 主要目标
2014年-2030年，建设丝绸之路经济带战略支点和中阿国际合作桥头堡，国家重要的现代能源化工基地和粮食基地，承接先进技术和产业转移基地，西部新型城镇化和生态建设和环境保护示范区。